# Computadora analógica

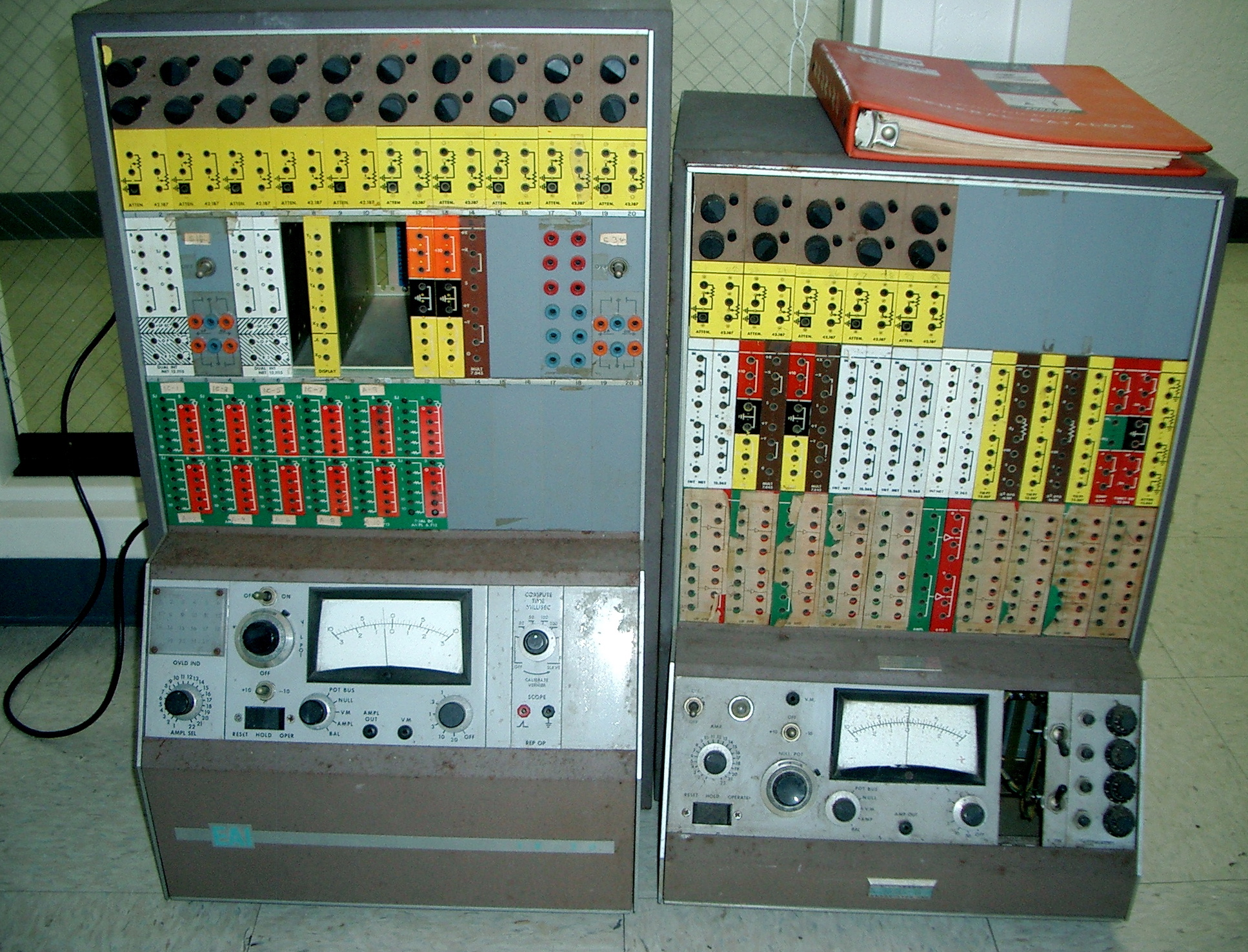
Computador analógico.

Se denomina computadora analógica, computador analógico u ordenador analógico a un tipo de ordenador que utiliza dispositivos electrónicos o mecánicos para modelar el problema que se resuelve, utilizando un tipo de representación de cantidad física para expresar los valores que conforman el resultado. 
Para el modelado se utiliza la analogía existente, en términos matemáticos, de algunas situaciones que se dan en diferentes campos. Por ejemplo, la que existe entre los movimientos oscilatorios en mecánica y el análisis de corrientes alternas en electricidad. Estos dos planteamientos se analizan a través de ecuaciones diferenciales, planteando algún tipo de modelo que permite obtener una solución satisfactoria.
Estos dispositivos se usan en contraposición a las computadoras digitales, en las cuales los fenómenos físicos o mecánicos son utilizados para construir una máquina de estado finito, que es usada después para modelar elementos llamados instrucciones, que a través de un programa (serie de instrucciones) permite calcular una solución al problema que se desea resolver. Hay un grupo intermedio de computadoras llamadas las computadoras híbridas, en el que una computadora digital es utilizada para controlar y organizar entradas y salidas hacia y desde dispositivos analógicos anexos; por ejemplo, los dispositivos analógicos podrían ser utilizados para generar valores iniciales para iteraciones. Así, un ábaco sería una computadora digital, y una regla de cálculo un computador analógico.
Las computadoras analógicas ideales operan con números reales y son diferenciales, mientras que las computadoras digitales se limitan a números computables y son algebraicos. Esto significa que las computadoras analógicas tienen una tasa de dimensión de la información (ver teoría de la información), o potencial de dominio informático más grande que las computadoras digitales (ver teorema de incompletitud de Gödel).[cita requerida] Esto, en teoría, permite a las computadoras analógicas a resolver problemas que son indescifrables con computadoras digitales.[cita requerida]
Los teóricos informáticos suelen usar también la denominación computadora real como sinónimo de computadora analógica, pues este tipo de máquinas utilizan magnitudes físicas para representar valores, los cuales se comportan como números reales, y no como números naturales (los cuales permiten representar cantidades discretas y no continuas).

## Cronología de los computadores analógicos
Se cree que el mecanismo de Anticitera es el primer computador analógico mecánico conocido.
El astrolabio fue inventado en el período helenístico en el primer o segundo siglo antes de Cristo, y a menudo es atribuido a Hiparco de Nicea. Como una combinación del planisferio y de la dioptra, el astrolabio fue efectivamente un computador analógico capaz de resolver diferentes tipos de problemas en astronomía esférica. Posteriormente, astrónomos musulmanes produjeron muchos tipos diferentes de astrolabios y los usaron para más de mil problemas diversos relacionados con la astronomía, astrología, horóscopos, la navegación, agrimensura, medición del tiempo, la alquibla (dirección de La Meca), Salat (rezo), etc. Al-Biruni inventó el primer astrolabio mecánico de engranajes para el calendario lunisolar, una máquina de procesamiento de conocimiento con un tren de engranaje y ruedas dentadas, alrededor del 1000 AD. El planisferio  también fue inventado por Al-Biruni a comienzos del siglo XI.
El equatorium fue un instrumento calculador astrométrico inventado por Azarquiel en la España islámica alrededor de 1015.
El "reloj del castillo", un reloj astronómico inventado por Al Jazarí en 1206, es considerado ser el primer computador analógico programable. Exhibía el zodiaco, las órbitas solares y lunares, un indicador con forma de luna creciente viajando a través de una entrada que hacía que puertas automáticas abrieran cada hora, y cinco músicos robóticos que tocaban música cuando eran golpeados por las palancas operadas por un árbol de levas atado a una rueda de agua. La longitud del día y la noche podían ser reprogramadas cada día para llevar la cuenta de las longitudes cambiantes del día y la noche a través del año.
En 1235, Abi Bakr, de Isfahán, inventó un astrolabio que incorporaba un computador mecánico de calendario y ruedas dentadas.
La regla de cálculo es un computador analógico manual para hacer la multiplicación y la división, inventada alrededor 1620-1630, poco después de la publicación del concepto del logaritmo.
Entre 1831 y 1835, el matemático e ingeniero Giovanni Plana creó una máquina de calendario perpetuo que, a través de un sistema de poleas y cilindros, era capaz de calcular el calendario de cualquier año entre el 0 (es decir, el 1 a. C.) y el 4000, tomando el consideración los años bisiestos y la variación en la longitud del día.
El predictor de mareas inventado por William Thomson en 1872 fue de gran utilidad para la navegación en aguas poco profundas. Utilizaba un sistema de poleas y cables para calcular automáticamente el nivel de marea de una determinada ubicación durante un determinado período.
El analizador diferencial, un computador analógico mecánico diseñado para solucionar ecuaciones diferenciales por integración, usando mecanismos de ruedas y discos para realizar la integración. Inventado en 1876 por James Thomson, le siguieron otros sistemas similares, particularmente los diseñados por el ingeniero español Leonardo Torres y Quevedo, quien construyó varias máquinas para resolver raíces reales y complejas de polinomios; y Michelson y Stratton, cuyo analizador armónico realizaba análisis de Fourier, pero mediante un sistema de 80 muelles en lugar de integradores Kelvin.
Hacia 1912, Arthur Pollen había desarrollado un computador analógico mecánico dirigido eléctricamente para el sistema del control de disparo, basado en el analizador diferencial. Fue usado por la Marina Imperial Rusa de la Primera Guerra Mundial.
El integrador de agua fue desarrollado en la URSS en 1936 por Vladímir Serguéyevich Lukiánov para resolver ecuaciones diferenciales, en un principio para el cálculo de estructuras de hormigón y luego utilizado en multitud de disciplinas. Se desarrolló y mejoró con el tiempo, permaneciendo en servicio hasta 1984.
Durante la Segunda Guerra Mundial, los apuntadores de armas y visores de bombas emplearon computadores analógicos mecánicos.
La calculadora de Curta era un dispositivo accionado por una pequeña manivela cilíndrica que podría realizar multiplicaciones, divisiones, y un número de otras operaciones.
La MONIAC Computer fue un modelo hidráulico de una economía nacional, revelado por primera vez en 1949.
El Computer Engineering Associates surgió de Caltech en 1950 para proporcionar servicios comerciales usando el "Direct Analogy Electric Analog Computer" (Computador Analógico Eléctrico de Analogía Directa) ("la facilidad de analizador de propósito general más grande e impresionante para la solución de problemas de campo") desarrollado allí por Gilbert D. McCann, Charles H. Wilts, y Bart Locanthi.
El Heathkit EC-1, un computador analógico educativo fabricado por la Heath Company, Estados Unidos, alrededor de 1960.
El computador analógico de Comdyna GP-6 introducido en 1968 y producido por 36 años.

## Computadores analógicos electrónicos

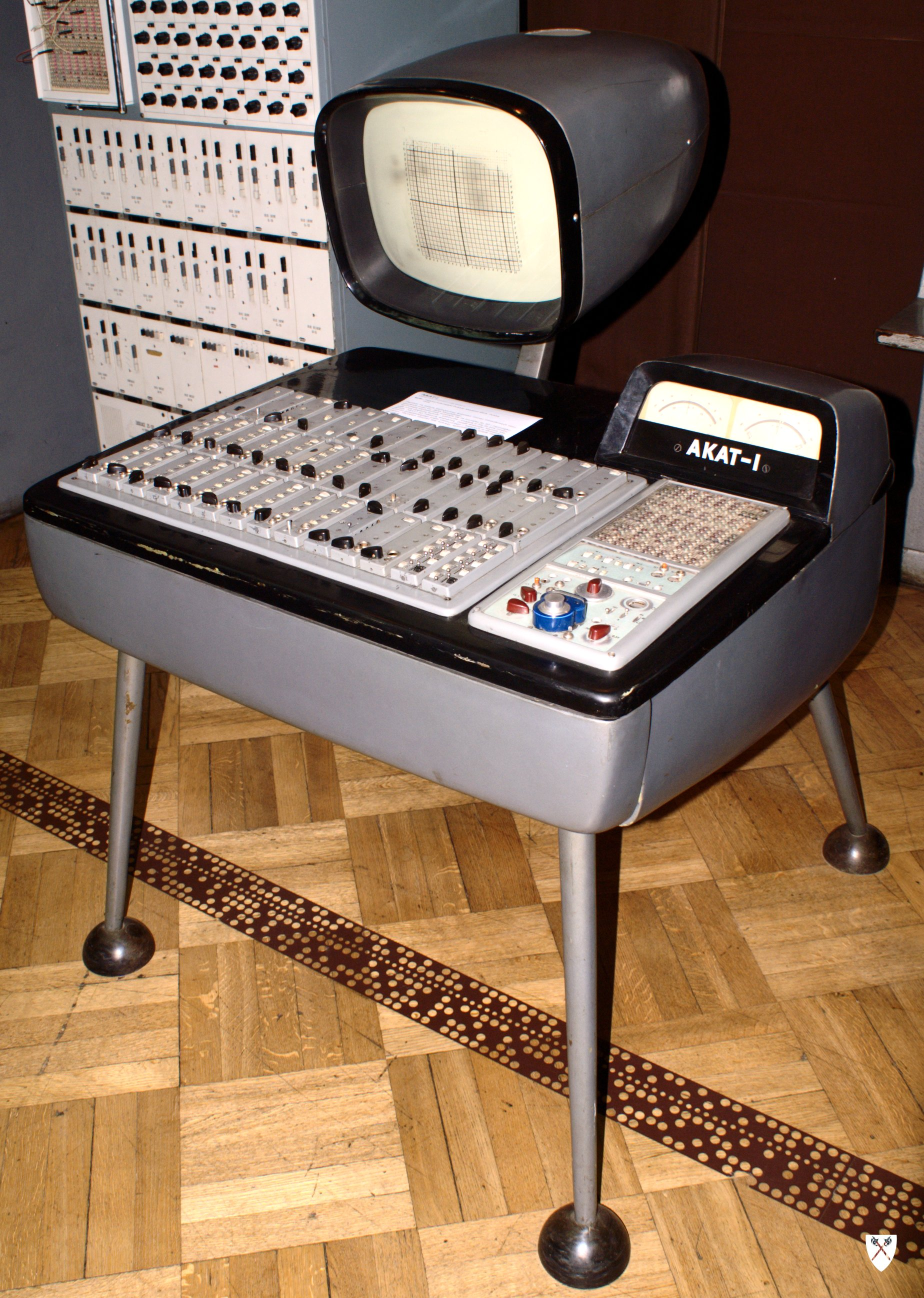
El AKAT-1, un computador analógico polaco.

La semejanza entre los componentes mecánicos lineales, tales como resortes y amortiguadores hidráulicos. Sin embargo, la diferencia entre estos sistemas es lo que hace útil a la computación analógica. Si uno considera un simple sistema masa-resorte, construir el sistema físico requeriría la compra de los resortes y de las masas. Esto sería procedido a sujetarlos el uno al otro y un anclaje apropiado, recaudar equipo de prueba con la apropiada gama de entrada, y finalmente, tomar medidas (algo que es difícil).
El equivalente eléctrico puede ser construido con algunos amplificadores operacionales (Op amps) y algunos componentes lineales pasivos; todas las medidas pueden tomarse directamente con un osciloscopio. En el circuito, la "masa (simulada) del resorte" puede ser cambiada ajustando un potenciómetro. El sistema eléctrico es una analogía del sistema físico, por eso el nombre, pero es menos costoso de construir, más seguro, y más fácil de modificar. También, un circuito electrónico puede operar típicamente en frecuencias más altas que el sistema que es simulado. Esto permite que la simulación funcione más rápidamente que en tiempo real, para resultados más rápidos.
La desventaja de la analogía mecánico-eléctrica es que la electrónica es limitada por el rango sobre el cual las variables pueden variar. Esto es llamado rango dinámico. También son limitados por los niveles de ruido.
Estos circuitos eléctricos también pueden realizar fácilmente otras simulaciones. Por ejemplo, el voltaje puede simular la presión de agua y los amperios pueden simular la corriente del agua en términos de metros cúbicos por segundo.
Un sistema digital usa niveles de voltaje eléctrico discretos para representar códigos para los símbolos. La manipulación de estos símbolos es el método de operación del computador digital. El computador analógico electrónico manipula las cantidades físicas de formas de onda, (voltaje o corriente). La precisión de la lectura de la computadora análoga está limitada principalmente por la precisión del equipo de lectura usado, generalmente tres o cuatro dígitos significativos. La precisión del computador digital es prácticamente infinita (típicamente 15 dígitos de precisión), pero la precisión de su resultado está limitada solo por el tiempo. Un computador digital puede calcular muchos dígitos en paralelo u obtener el mismo número de dígitos realizando los cómputos en secuencia de tiempo.

## Computadores híbridos analógicos-digitales

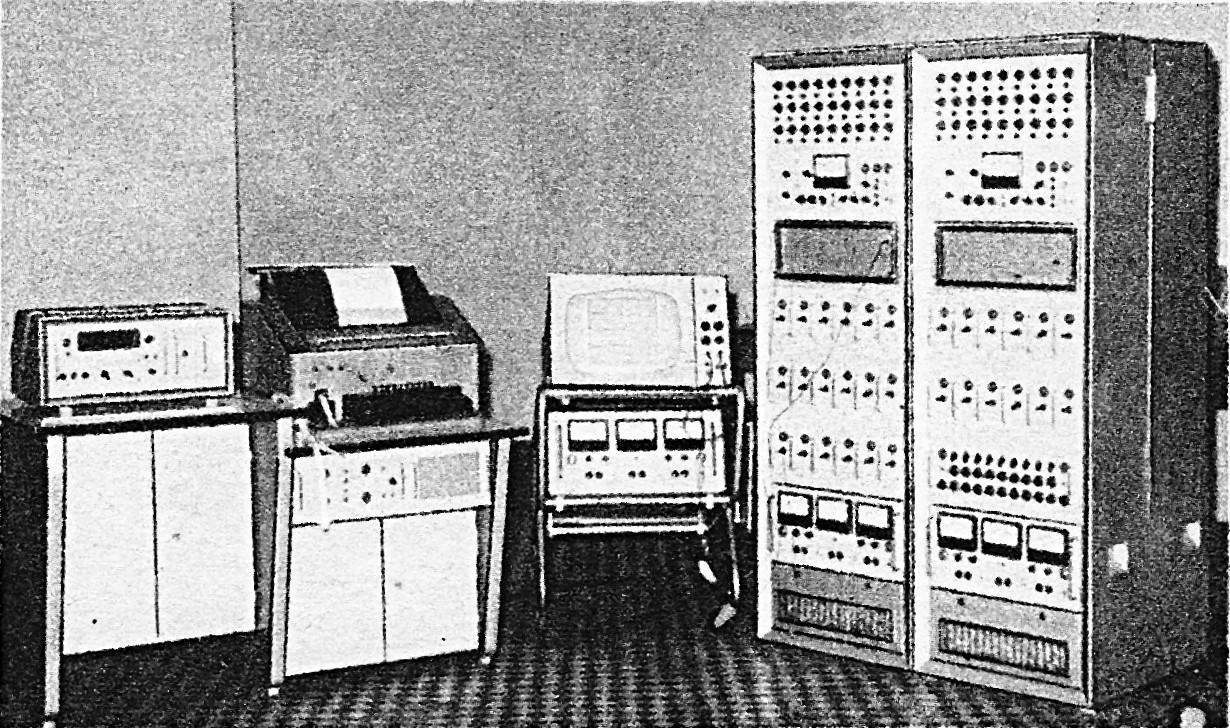
El ELWAT, un computador analógico polaco.

Hay un dispositivo intermedio, un computador híbrido, en el cual un computador digital es combinado con un computador analógico. Los computadores híbridos se usan para obtener un muy exacto -pero no completamente exacto- valor de 'semilla', usando un computador analógico como la parte frontal (front-end), que es entonces alimentado dentro de un proceso iterativo del computador digital para alcanzar el grado final de precisión deseado. Con una semilla numérica altamente exacta de tres o cuatro dígitos, es reducido dramáticamente el tiempo total de cómputo digital necesario para alcanzar la precisión deseada, puesto que son requeridas muchas menos iteraciones. O, por ejemplo, el computador analógico puede ser usado para solucionar un problema no analítico de la ecuación diferencial, para el uso en una determinada etapa de un cómputo (donde la precisión no es muy importante). En todo caso, el computador híbrido generalmente es substancialmente más rápido que un computador digital, y, a su vez, puede suministrar un cómputo mucho más exacto que un computador analógico. Es útil para aplicaciones en tiempo real que requieren dicha combinación, por ejemplo, un radar phased array de alta frecuencia o un cómputo de sistema de tiempo.

## Mecanismos
En los computadores analógicos, frecuentemente los cómputos son realizados usando las propiedades de la resistencia eléctrica, de los voltajes y así sucesivamente. Por ejemplo, un simple sumador de dos variables puede ser creado por dos fuentes de corriente en paralelo. El primer valor es fijado ajustando la primera fuente de corriente (digamos x miliamperios), y el segundo valor es fijado ajustando la segunda fuente de corriente (digamos y miliamperios). La medición de la corriente a través de los dos en su juntura hacia la señal de tierra dará la suma como una corriente a través de una resistencia a la señal de tierra, es decir, x + y miliamperios. (Ver las leyes de Kirchhoff). Similarmente, otros cálculos son realizados usando amplificadores operacionales y circuitos especialmente diseñados para otras tareas.
El uso de las propiedades eléctricas en los computadores analógicos significa que los cálculos son realizados normalmente en tiempo real (o más rápido), a una fracción significativa de la velocidad de la luz, sin los retardos de cálculo relativamente grandes de los computadores digitales. Esta característica permite ciertos cálculos útiles que son comparativamente "difíciles" de realizar por los computadores digitales, por ejemplo la integración numérica. Los computadores analógicos pueden integrar una forma de onda de voltaje, usualmente por medio de un condensador, que acumula carga en el tiempo.
Las funciones y los cálculos no lineales pueden ser construidos para una precisión limitada (tres o cuatro dígitos) diseñando circuitos de generador de funciones - circuitos especiales de varias combinaciones de capacitancia, inductancia, resistencia, en combinación con diodos (ej, diodos Zener) para proporcionar la no linealidad. Generalmente, una función no lineal es simulada por una forma de onda no lineal cuya forma varía con el voltaje (o la corriente). Por ejemplo, a medida que el voltaje aumenta, la impedancia total puede cambiar mientras los diodos sucesivamente permiten que fluya la corriente.
Cualquier proceso físico que modele algún cómputo puede ser interpretado como un computador analógico. Algunos ejemplos, inventados con el propósito de ilustrar el concepto de cómputo analógico, incluyen usar un grupo desordenado de espaguetis, como modelo de ordenamiento de números; un tablero, un conjunto de clavos, y una banda elástica de goma, como modelo para encontrar la envoltura convexa de un sistema de puntos; y cadenas enlazadas entre sí, como modelo para encontrar la ruta más corta en una red. Todos éstos son descritos por A. K. Dewdney.

## Componentes

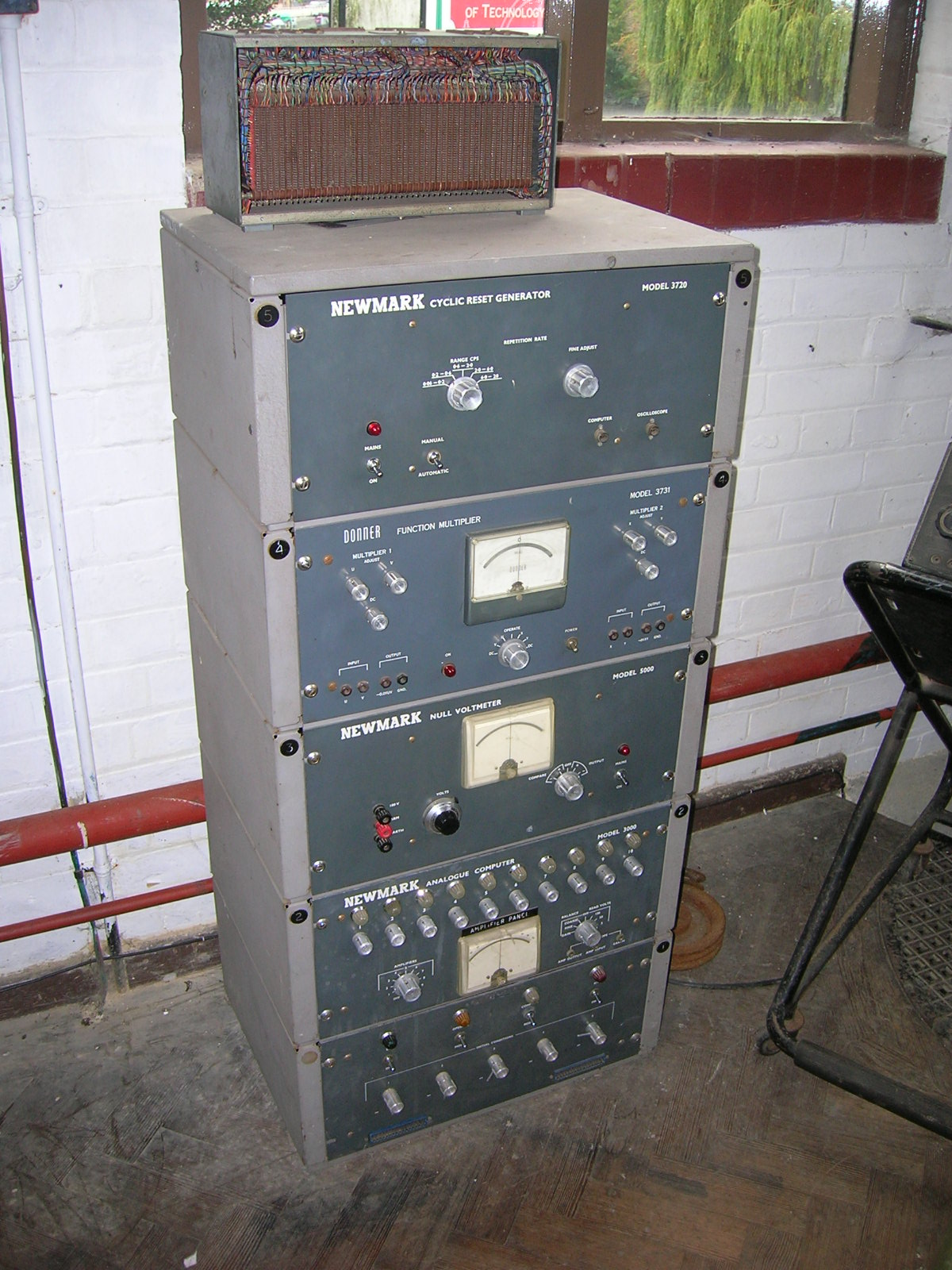
Un computador analógico de Newmark de 1960, hecho de cinco unidades. Este computador fue usado para resolver ecuaciones diferenciales y actualmente se encuentra en el Museo de Tecnología de Cambridge.

Los computadores analógicos frecuentemente tienen un armazón complicado, pero tienen en su núcleo un conjunto de componentes clave que realizan los cálculos, que el operador manipula a través del armazón del computador.
Los componentes hidráulicos clave pueden incluir pipas, válvulas o torres; los componentes mecánicos pueden incluir engranajes y palancas; los componentes eléctricos clave pueden incluir:
- potenciómetros
- amplificadores operacionales
- integradores
- generadores de funciones fijas

Las principales operaciones matemáticas usadas en un computador analógico eléctrico son:
- adición
- inversión
- exponenciación
- logaritmo
- integración con respecto al tiempo
- diferenciación con respecto al tiempo
- multiplicación y división

La diferenciación con respecto al tiempo no es usada frecuentemente. Corresponde en el dominio de frecuencia a un filtro paso alto, lo que significa que el ruido de alta frecuencia es amplificado.

## Limitaciones
En general, los computadores analógicos están limitadas por efectos reales, no-ideales. Una señal analógica está compuesta de cuatro componentes básicos: Magnitudes de corriente continua y corriente alterna, frecuencia, y fase. Los límites reales de rango en estas características limitan a los computadores analógicos. Algunos de estos límites incluyen el piso de ruido, la no linealidad, el coeficiente de temperatura, y los efectos parásitos dentro de los dispositivos semiconductores, y la carga finita de un electrón. Para los componentes electrónicos disponibles en el comercio, los  rangos de estos aspectos de las señales de entrada y salida son siempre figuras del méritorafa.

## Investigación actual
Mientras que la computación digital es extremadamente popular, la investigación en la computación analógica está siendo hecha por un puñado de gente por todo el mundo. En los Estados Unidos, Jonathan Mills de la Universidad de Indiana, Bloomington, Indiana han estado trabajando en la investigación usando computadores analógicos extendidos. En el Laboratorio de robótica de Harvard, la computación analógica es un tema de investigación.

## Ejemplos prácticos
Estos son algunos ejemplos de computadores analógicos:
- Mecanismo de Anticitera
- Astrolabio
- Analizador diferencial
- Predictor Kerrison
- Integrador mecánico
- MONIAC (modelo hidráulico de la economía de Reino Unido)
- Nomograma
- Mira Norden
- Amplificador operacional
- Planímetro
- Rangekeeper
- Regla de cálculo
- Termostato
- Predictor de mareas
- Torpedo Data Computer
- Torquetum
- Integrador de agua
- Computador mecánico

Los sintetizadores análogos también pueden ser vistos como una forma de computador analógico, y fueron basados originalmente en la tecnología del computador analógico electrónico.

## Computadores reales
Los teóricos de la computación refieren a menudo a los computadores analógicos idealizadas como computadoras reales (porque operan en un conjunto de números reales). Por el contrario, los computadores digitales deben primero cuantificar la señal en un número finito de valores, y así pueden trabajar solamente con el conjunto de números racionales (o, con una aproximación de números irracionales).
Estos computadores analógicos idealizados en teoría pueden solucionar los problemas que son intratables en los computadores digitales; no obstante según lo mencionado, en realidad, los computadores analógicos están lejos de lograr este ideal, en gran parte debido a problemas de la minimización del ruido. Por otra parte, dado tiempo y memoria ilimitados, computador digital (ideal) puede también solucionar problemas de números reales.[cita requerida]